# Fàbrica Fills Aubert
La Fàbrica Fills Aubert és una obra racionalista d'Olot (Garrotxa) inclosa a l'Inventari del Patrimoni Arquitectònic de Catalunya.

## Descripció
Edifici molt gran de planta baixa i tres pisos. Presenta també una torre amb un quart pis i tres finestres, sobre les quals n'hi ha tres més de molt petites.
Cada pis té moltes finestres, totes obertes a l'exterior. També presenta una xemeneia de maó.

## Història
Barri iniciat el segle xiii, amb poques cases prop del riu. Durant el segle xvi i sobre tot el XVIII s'anaren configurant els carrers.